# Au pan coupé
Pour plus de détails, voir Fiche technique et Distribution.
Au pan coupé est un film français écrit et réalisé par Guy Gilles et sorti en 1968.

## Synopsis
Jeanne aime Jean mais celui-ci ne pense qu'à partir. Un jour, il s'enfuit sur les routes puis meurt. Jeanne ne le saura jamais. Dans l'absence de cet homme aimé, elle se souvient de lui et se confie à son ami Pierre, lui racontant leur séjour en Provence. Les derniers mots de Jeanne sont : « Jean, tout est fragile. Peut-on vivre d'un souvenir ? ».

## Remarque
Les scènes tournées en noir et blanc sont au présent du film, celles en couleurs narrent les moments du passé.

## Fiche technique
| - Titre : Au pan coupé - Réalisation : Guy Gilles - Scénario : Guy Gilles - Dialogues : Guy Gilles - Musique : Jean-Pierre Sarrot - Arrangements et direction : Mickey Nicolas - Photographie : Jean-Marc Ripert, Willy Kurant - Caméra : Jean Orgelet - Son : Michel Fano (non crédité) - Montage : Jean-Pierre Desfosse - Administrateur : Daniel Riché - Pays de production : France - Année de tournage : 1967 | - Tournage extérieur : - Paris - Provence - Producteur : Macha Méril - Directeur de production : Roger Fleytoux - Format : noir et blanc et couleur par Eastmancolor — son monophonique — 35 mm - Genre : Drame - Durée : 68 minutes - Date de sortie : France : 7 février 1968 |

## Distribution
| - Macha Méril : Jeanne Delaître - Patrick Jouané : Jean Doit - Bernard Verley : Pierre - Frédéric Ditis : le père de Jeanne - Lili Bontemps : la femme du magasin de luminaires - Élina Labourdette : la femme que l'on croit folle - Orane Demazis : la patronne du bar Au pan coupé - Francis Savel : Michel, le peintre |

## Critique
« Au pan coupé de Guy Gilles est le film d'un amour. L'amour a été interrompu par le départ, la mort. Il est vécu à partir du déchiffrage obsessionnel du passé. Ce passé a été bref, il est maintenant opaque et inépuisable comme un crime. Ici, enfin, l'amour n'est pas montré à partir de l'étreinte-dans-le-lit-d' hôtel. Son évocation par le visage − visage d'une femme cinquante fois répété, à une ombre près, un regard, un crispement sous le harcèlement de la blessure − est tout simplement admirable. Non, cela n'avait jamais encore été fait au cinéma.» - (Marguerite Duras) »

## Sortie vidéo
Au pan coupé sort en combo DVD/Blu-ray chez Lobster Films le 28 septembre 2020.